# Jean-Noël Lafargue
Pour les articles homonymes, voir Lafargue.
Jean-Noël Lafargue, né le 29 novembre 1968 à Paris, est un chercheur français. 
Expert en technologies, vivant sans téléphone mobile, il est enseignant en art et nouveaux médias depuis 1996.

## Biographie

### Famille
Il est le petit-fils du journaliste et résistant André Lafargue.

### Formation
Après des études aux Beaux-Arts de Paris (1989-1992 ; section peinture, atelier Carron), il obtient un diplôme d'études approfondies (DEA).

### Carrière
Il commence comme maître de conférences associé à l’université Paris 8, puis devient professeur à l’École supérieure d'art et design Le Havre-Rouen, est ou a été enseignant à l’École européenne supérieure de l'image (Eesi) d’Angoulême, à l'école d'art de Rennes, l'École supérieure d'art et de design (Ésad) d'Amiens, etc..
Il collabore avec plusieurs artistes sur leurs projets d'œuvres numériques, dont Claude Closky depuis 1997, ou Jean-Louis Boissier, notamment pour le CDrom Moments de Jean-Jacques Rousseau (éd. Gallimard, 2000).
En 2007, il crée le site parodique de vulgarisation Scientists of America,. Il a signé un certain nombre de textes dans la presse ou dans des revues : Amusement, Étapes, Le Monde diplomatique, Ina Global, Le Magazine littéraire, Galaxies, Solaris, etc.
Il a également publié plusieurs ouvrages de vulgarisation scientifique, tels que Les Fins du monde, qui retrace l'histoire de la « fin du monde » à travers les âges, ou encore L'Intelligence artificielle : Fantasmes et réalités, en collaboration avec Marion Montaigne.

## Ouvrages
- avec Jean-Michel Géridan, Processing : le code informatique comme outil de création, Paris, Pearson, 2011, VIII + 295 (ISBN 978-2-7440-2617-1, BNF 42362948, lire en ligne)
- Entre la plèbe et l'élite : les ambitions contraires de la bande dessinée, Gap, Atelier Perrousseaux, coll. « BD », 2012, 173 p. (ISBN 978-2-911220-42-5, BNF 42599485)
- Les Fins du monde : de l'Antiquité à nos jours, Paris, François Bourin, 2012, 311 p. (ISBN 978-2-84941-345-6, SUDOC 165626585)
- avec Jean-Michel Géridan et Bruno Affagard, Projets créatifs avec Arduino, Montreuil, Pearson, 2014, XII + 142 (ISBN 978-2-7440-2617-1, BNF 43894093, lire en ligne)
- avec Jean-Michel Géridan, Processing : s'initier à la programmation créative, Paris, Dunod, 2015, 280 p. (ISBN 978-2-10-073784-0)
- avec Marion Montaigne (préf. David Vandermeulen), L'Intelligence artificielle : Fantasmes et réalités, Bruxelles, Le Lombard, coll. « La Petite Bédéthèque des savoirs », 2016, 72 p. (ISBN 978-2-8036-3638-9, BNF 45040012)
- avec Mathieu Burniat (préf. David Vandermeulen), Internet : Au-delà du virtuel, Bruxelles, Le Lombard, coll. « La Petite Bédéthèque des savoirs », 2017, 104 p. (ISBN 978-2-8036-3743-0)
- avec Nathalie Lafargue (ill. Manu Callejón), Copain des geeks, Toulouse, Milan, coll. « Copain », 2017, 192 p. (ISBN 978-2-7459-8430-2, BNF 45290252)
- (en) <=280, RRose éditions, 3 février 2023 (ISBN 9782958619909, présentation en ligne)
- (en) Knight Moves Exhaustion, RRose éditions, 3 octobre 2024 (ISBN 978-2-9586199-5-4, présentation en ligne)

### Contributions à des ouvrages collectifs
- Jean-Noël Lafargue, « Dans quelle mythologie s'inscrit votre vision de la fin du monde ? », dans Laurent Testot et Laurent Aillet (direction), Collapsus : Changer ou disparaître ? Le vrai bilan sur notre planète, Éditions Albin Michel, 2020, 352 p. (ISBN 978-2-22644-897-2).
- Jean-Noël Lafargue, « Trous de mémoire », dans Jérôme Saint-Loubert Bié et Vivien Philizot, Technique et design graphique, B42 et Haute École des arts du Rhin, 2020

### Traduction
- Edward Page Mitchell (trad. de l'anglais), L'Homme le plus doué du monde [« The Ablest Man in The World »], Le Havre, Franciscopolis, 2013, 95 p. (ISBN 978-2-9544208-3-7, BNF 43794290).
  - Réédité par Libretto en octobre 2019  (ISBN 978-2-36914-534-9).